# برايان مكفادين
برايان مكفادين (بالإنجليزية: Brian McFadden)‏ هو رسام كارتون أمريكي، ولد في 1984.

## وصلات خارجية
- الموقع الرسمي